# Ginzing (Altenmarkt an der Alz)
Ginzing ist ein Gemeindeteil von Altenmarkt an der Alz im oberbayerischen Landkreis Traunstein. Der Weiler befindet sich circa drei Kilometer südlich von Altenmarkt auf der Hochebene etwas westlich des Trauntaleinschnitts und nahe der südlichen Gemeindegrenze.

## Bevölkerungsentwicklung
| Jahr      | 1871 | 1925 | 1950 | 1970 | 1987 |
| Einwohner | 16   | 18   | 21   | 19   | 22   |

## Baudenkmäler
Siehe auch: Liste der Baudenkmäler in Ginzing
- Kapelle St. Sebastian, erbaut 1867